# Knowlton (Kent)
Knowlton – wieś w Anglii, w hrabstwie Kent, w dystrykcie Dover, w civil parish Goodnestone. Leży 12,5 km od miasta Dover, 52,3 km od miasta Maidstone i 99,4 km od Londynu. W 1931 roku civil parish liczyła 18 mieszkańców. Knowlton jest wspomniana w Domesday Book (1086) jako Chenoltone.